# José Ruiz de Lihory
José María Ruiz de Lihory y Pardines, que firmaba sus escritos como El barón de Alcahalí (1852-1920), fue un aristócrata, abogado y escritor español, alcalde de Valencia y diputado a Cortes durante la Restauración borbónica.

## Biografía
Habría nacido en Valencia en 1852.
Casó con Soledad Resino de la Bastida (marquesa de Villasante y condesa de Val del Águila), con quien tuvo dos hijas: Soledad y Margarita Ruiz de Lihory; ambas hermanas litigaron por el título nobiliario de su padre durante más de treinta años.
En 1874, dio cobijo en su propia vivienda a los organizadores del pronunciamiento de Sagunto, que pondría fin al Sexenio Democrático y a la Primera República Española. Entre otras funciones, fue también presidente de la asociación cultural Lo Rat Penat, fundada en 1878 y que se encarga de la promoción, defensa, enseñanza y difusión de la lengua y cultura valencianas. En su faceta política, fue alcalde de la ciudad de Valencia en el año 1884 y, tras las elecciones generales de 1891, diputado a Cortes por la circunscripción de Alcira desde el 26 de febrero de 1891 hasta el 5 de enero de 1893.
Falleció en 1920, quizá en Valencia.

## Obra
Fue autor de las siguientes obras, entre las que figuran diccionarios biográficos, escritos históricos y novelas:
- Diccionario biográfico de artistas valencianos (1897)
- Diccionario biográfico de músicos valencianos (1900)
- La música en Valencia (1903)
- Historia del monasterio de la Murta, Alcalá de Chivert, recuerdos históricos (1905)
- Les endemoniades de La Balma (1912)
- Cuentos y llegendes regionals (1918)